# Rémire-Montjoly
Rémire-Montjoly é um município de 46 km² e cerca de 16 mil habitantes na Guiana Francesa, subúrbio residencial da capital Caiena.

## Economia
O município faz parte da aglomeração de Caiena. Constitui um subúrbio residencial e industrial da capital da Guiana Francesa.
Em Rémire-Montjoly ficam o porto de comércio de Dégrad des Cannes (central térmica da distribuidora de energia elétrica EDF, zona industrial, marina, base naval), administrado pela Câmara de Comércio e Indústria da Guiana Francesa  e os estúdios de rádio e TV do RFO (Réseau France Outre-Mer) .

## Turismo
Visitas guiadas à Habitação Vidal (fazenda colonial, século XIX). Espaço de lazer em Montravel: jogos, praias, falésias. Praia da APCAT: navegação em barco à vela, catamarans. Boliche. Trilha de 4 km dos lagos Rorota, Alouette e Rémire. Trilha La Mirande. Trilha esportiva do Escritório Nacional de Florestas (ONF).

## Bairros
Alguns bairros de Rémire-Montjoly.
No burgo de Rémire:
- Saint Martin
- La Palmeraie
- Les Bambous
- Les Grenadilles
- Beauregard
- Parc Lindor
- Les Abricots
- Serres
- Moulin à Vent
- Morne Coco
- Musendas
- Les Maripas
- Les Camélias
- Les Olivettes
- Les Bouganvilliers
- Les Alizés
- Résidence Arc-en-ciel
- Cité Beauregard
- Les Frangipaniers

No burgo de Montjoly:
- Almaric
- Les Nénuphars
- Les Balisiers
- Poupon
- Eutrope
- Les Amaryllis
- Sainte-Rita
- Les Mouettes
- La Fontaine
- Montravel
- Chennebras

No entorno da rodovia de Attila Cabassou:
- Ferme Cabassou

No litoral:
- Beau Soleil
- Pointe Mahury
- Dégrad des Cannes
- Réséda

## Educação
9 escolas primárias públicas e 1 privada, sendo 1 maternal. 1785 alunos.
2 colégios públicos e 1 privado (equivalente ao segundo ciclo do Ensino Fundamental brasileiro). 1694 alunos.
2 lycées (escola de ensino médio) públicos, um funcionando e outro em construção. 950 alunos.